# 日本一はっとフェスティバル
日本一はっとフェスティバル（にほんいちはっとフェスティバル）は、宮城県登米市迫町で開催される祭りのひとつである冬の食文化の祭典。

## 概要
全国はっとフェスティバルともいい、登米市庁舎の南東側の公園・中江中央公園で開催され、登米名物のはっとと全国各地のはっとによく似た郷土料理が一堂に会するフェスティバル。200円から300円ではっとが振る舞われる。年々参加者が増えて会場が手狭になってきている。出店者は宮城県内はもとより、岩手県、福島県、山形県、岐阜県などから。参加者のうちの購入客の投票で「はっと大賞」を決める。登米市観光物産協会の臨時職員はっとンも登場する。
イベント内容
- ステージイベント

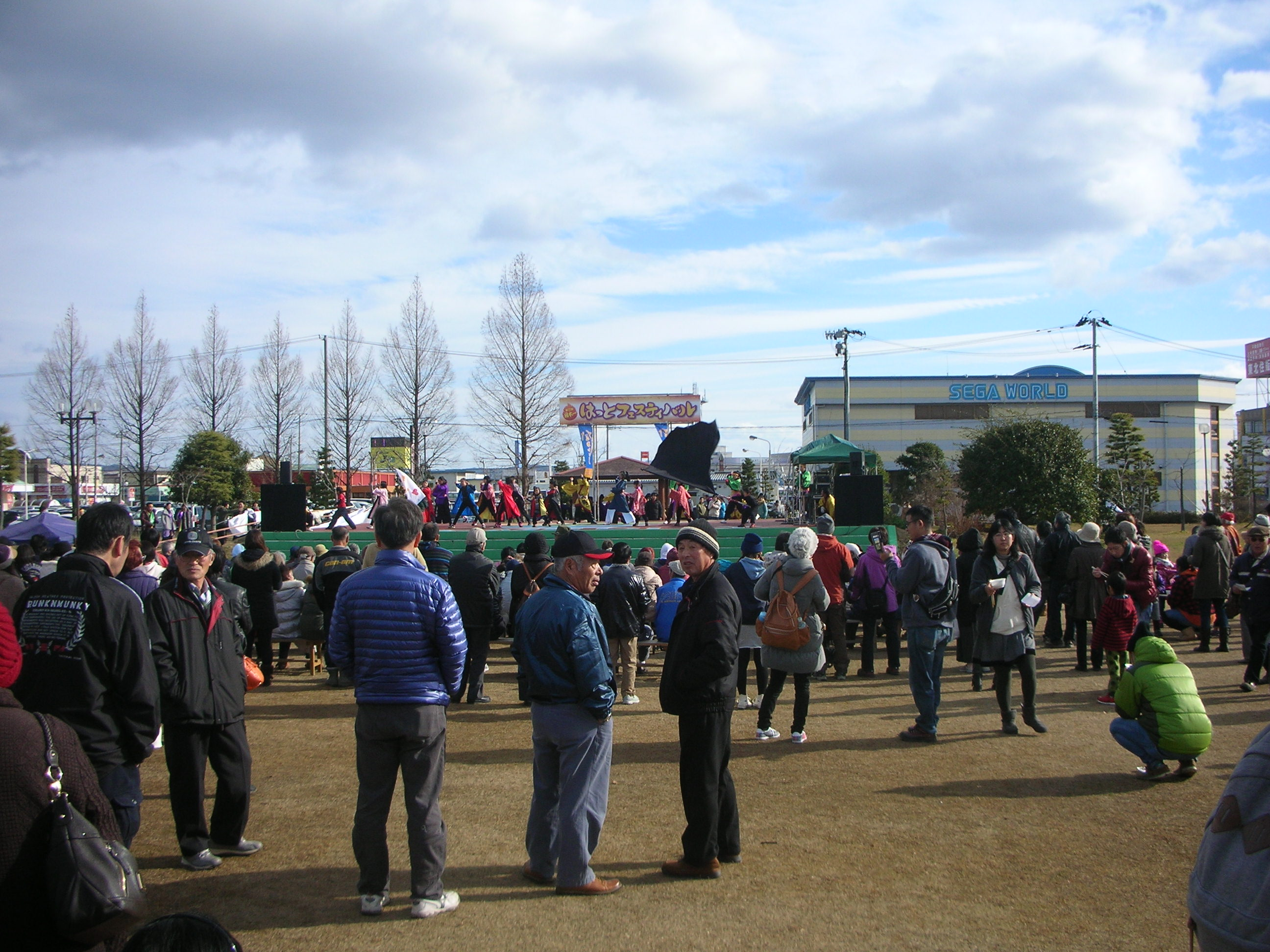
ステージイベント 2015

  - 「はっと踊り」、「よさこい演舞」、「高校生バンド」など。
- お楽しみ抽選会（はっと3杯を食べて1回抽選できる）

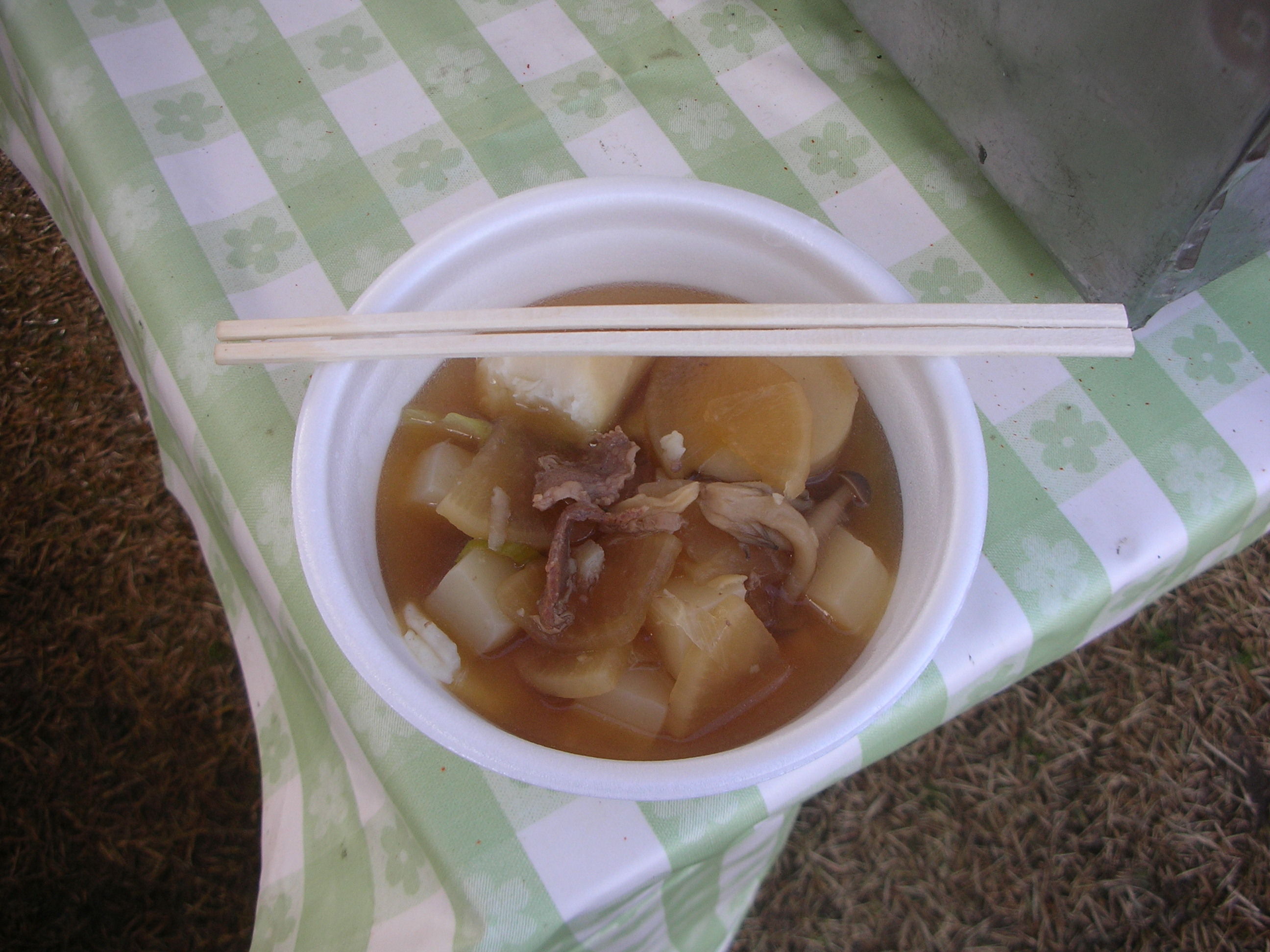
日本一はっとフェスティバルでのはっと（一例）

- 地場産品販売コーナー開設

## 会場
- 〒987-0511 宮城県登米市迫町佐沼中江2丁目6 中江中央公園

## 主催
- 日本一はっとフェスティバル事務局（登米市役所 産業経済部商工観光課内）

## 期日
毎年12月の第1日曜日

## 駐車場
無料駐車場はあるが、参加者数に対して手狭なため、満車になり易い。

## アクセス
- 三陸沿岸道路登米ICから車で約15分
- JR東日本東北本線新田駅からタクシーで10分
- 東北自動車道築館ICから車で約35分